# 藍色牌匾

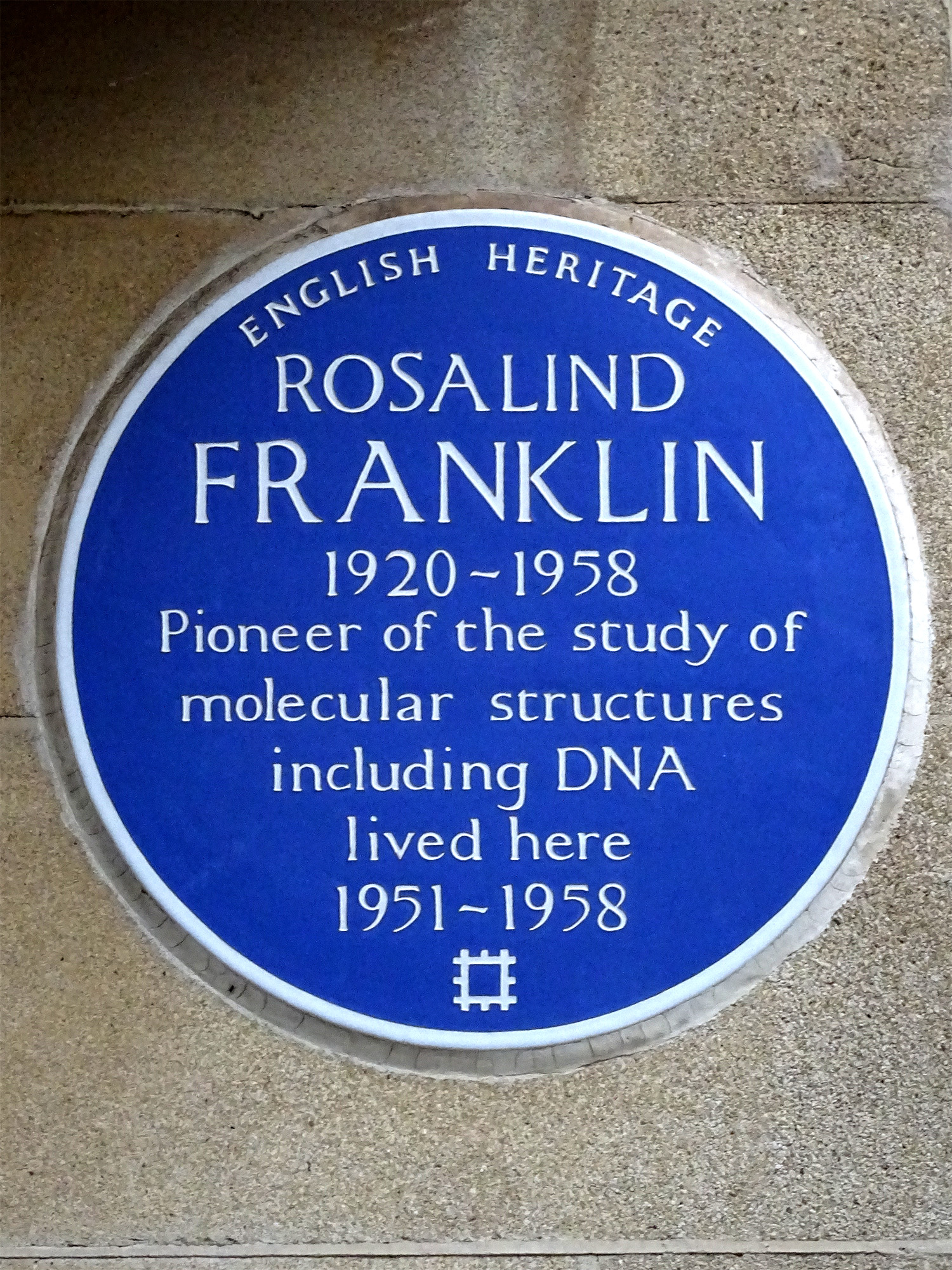
羅莎琳·富蘭克林於倫敦切尔西故居的藍色牌匾

藍色牌匾（英語：Blue plaque）是一種安置在公共場合的永久標記，以紀念一個地方與某個有名事件或人物之間的關聯，作為一個歷史記號。1866年英国政治家威廉·尤尔特（William Ewart，1798 – 1869）首次正式提出蓝色牌匾计划，以標記知名人物的家或工作場所。
最初的計畫至今仍然存在並由英格蘭遺產協會執行。現今，紀念牌匾計畫遍佈整個世界，包含法国、意大利、挪威、爱尔兰、波蘭、澳大利亚、加拿大以及英國和美國的市鎮。

## 外部連結
- Blue plaque section of English Heritage's site （页面存档备份，存于）
- Blue plaques of The Heritage Foundation
- Community-based project which documents plaques in the UK and overseas （页面存档备份，存于）
- A list of Blue Heritage Plaques in Kingston upon Hull （页面存档备份，存于）
- Cambridge City Council, United Kingdom – Blue Plaque Scheme
- Llanelli Community Heritage blue plaques （页面存档备份，存于）
- London Plaques （页面存档备份，存于）